# Robert Van Valin
Robert D. Van Valin (1 de fevereiro de 1952) é o principal expositor da Gramática de Papel e Referência, uma teoria de gramática funcional que engloba a sintaxe, semântica e discurso pragmático, que é conectada com outras teorias funcionais, como a Gramática Funcional de Simon Cornelis Dik, e também a teoria da linguística cognitiva iniciada por Ronald Langacker. Sua monografia (1997) Sintaxe: estrutura, significado e função, é uma tentativa de fornecer um método de análise sintática que é tão relevante para idiomas como Dyirbal e Lakota, como para os idiomas indo-europeus mais comumente estudados. Em vez de postular uma rica, inata e universal estrutura sintática, Van Valin sugere que as verdadeiras partes universais de uma sentença são seus núcleos, geralmente o predicado, como um verbo ou um adjetivo, e os argumentos, normalmente sintagmas nominais, que são os núcleos requeridos. Van Valin também se afasta da teoria sintática de Chomsky, ao negar a universalidade da expressão verbal.
Ele trabalha na Universidade de Düsseldorf.

## Ligações Externas
- (em inglês) Perfil na Faculdade de Linguística da Universidade de Buffalo